# О чём шумит река
«О чём шумит река» (арм. Ինչու է աղմկում գետը) — советский фильм-драма 1958 года.

## Сюжет

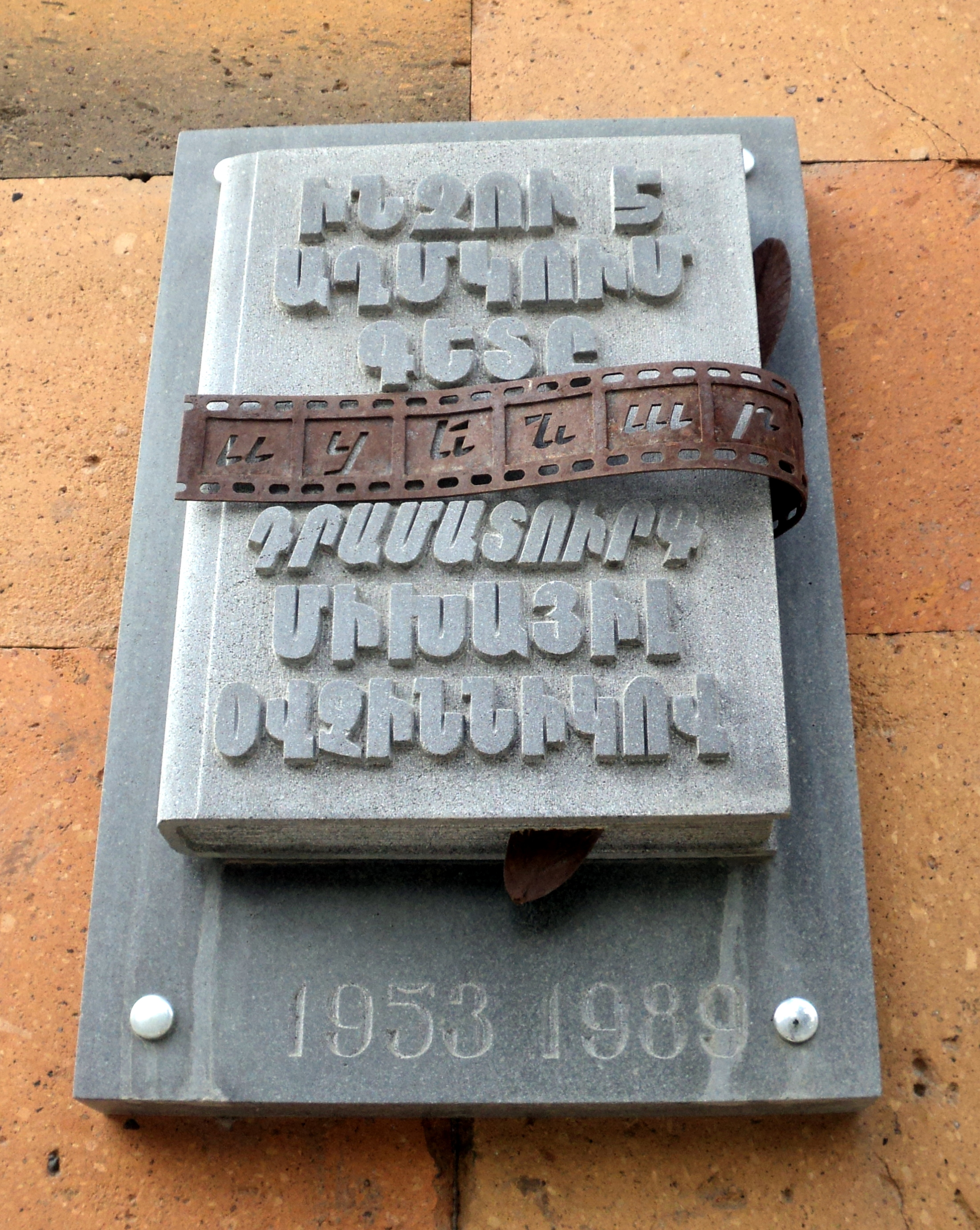

Фильм рассказывает о жителях пограничного села и о судьбе одного из них — Атанеса Гамбаряна, оказавшегося после плена в годы Второй мировой войне за границей в Турции и мечтающего вернуться на родину. Пограничник Армен, влюблённый в дочь Гамбаряна, Седу, узнает его на противоположном берегу Аракса. Спасая девочку Фирузу, упавшую в реку, Гамбарян оказывается на родине.

## В ролях
- Грачья Нерсесян — Атанес Гамбарян
- Авет Аветисян — Бурназян, директор колхоза
- Фрунзе Довлатян — Армен Манукян, ефрейтор
- Лилия Оганесян — Седа Гамбарян
- Николай Казаков — Самохин, рядовой
- Левон Тухикян — Сурен
- Верджалуйс Мириджанян — Пайцар
- Давид Малян — Дарбинян, полковник
- Лев Лобов — Арсен
- Хорен Абрамян — Соколов, капитан
- Олег Герасимов — Андреев, сержант
- Азер Курбанов — турецкий  погранкоммиссар
- Анаида Адамян — Фируза
- Ашот Нерсесян — старик
- Леонид Чембарский — ирригатор
- Амалия Аразян — Ашхен
- Татьяна Хачатрян — крестьянка
- Фрунзик Мкртчян — Хачатур
- Сайфулло Джурабаев — Бигильдаев

## Съёмочная группа
- художники — Рафаэль Бабаян, А. Саркисян
- монтаж — Дж. Меликсетян

## Песня
- «Аракс» — слова А. Сагателяна, музыка Артемий Айвазяна, исполняет Асмик Габриелян[1].